# Mitre (cheminée)
Pour les articles homonymes, voir Mitre (homonymie).

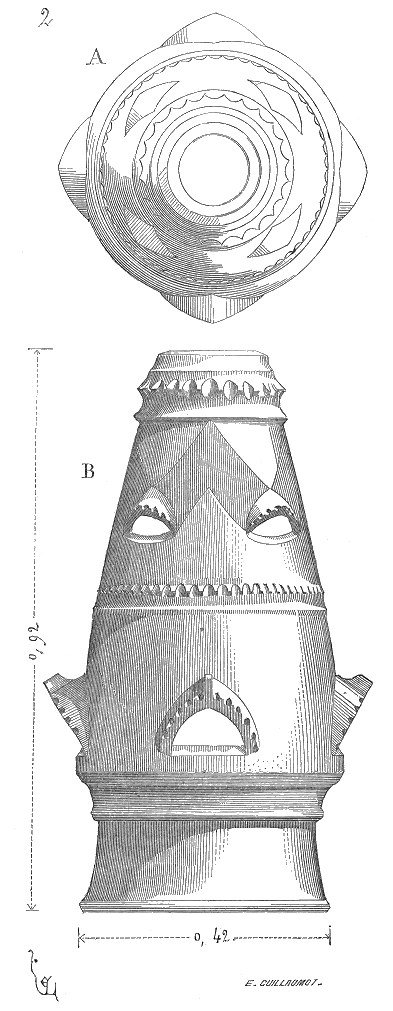
Mitre d'après Viollet-le-Duc. Semur-en-Auxois; XIVe siècle

Une mitre est une pièce placée au sommet d'une cheminée qui empêche l'eau d'y pénétrer, mais aussi améliore le tirage thermique. Richement ouvragées, certaines mitres deviendront un élément de composition architecturale à part entière.

## Mitre
La mitre est définie dans le Dictionnaire raisonné de l'architecture française du XIe au XVIe siècle de Viollet-le-Duc comme le « couronnement d'un tuyau de cheminée, destiné à empêcher la pluie ou le vent de s'introduire dans la trémie, en laissant cependant échapper la fumée. Les mitres, pendant le Moyen Âge, sont faites en terre cuite, en brique ou en pierre. »

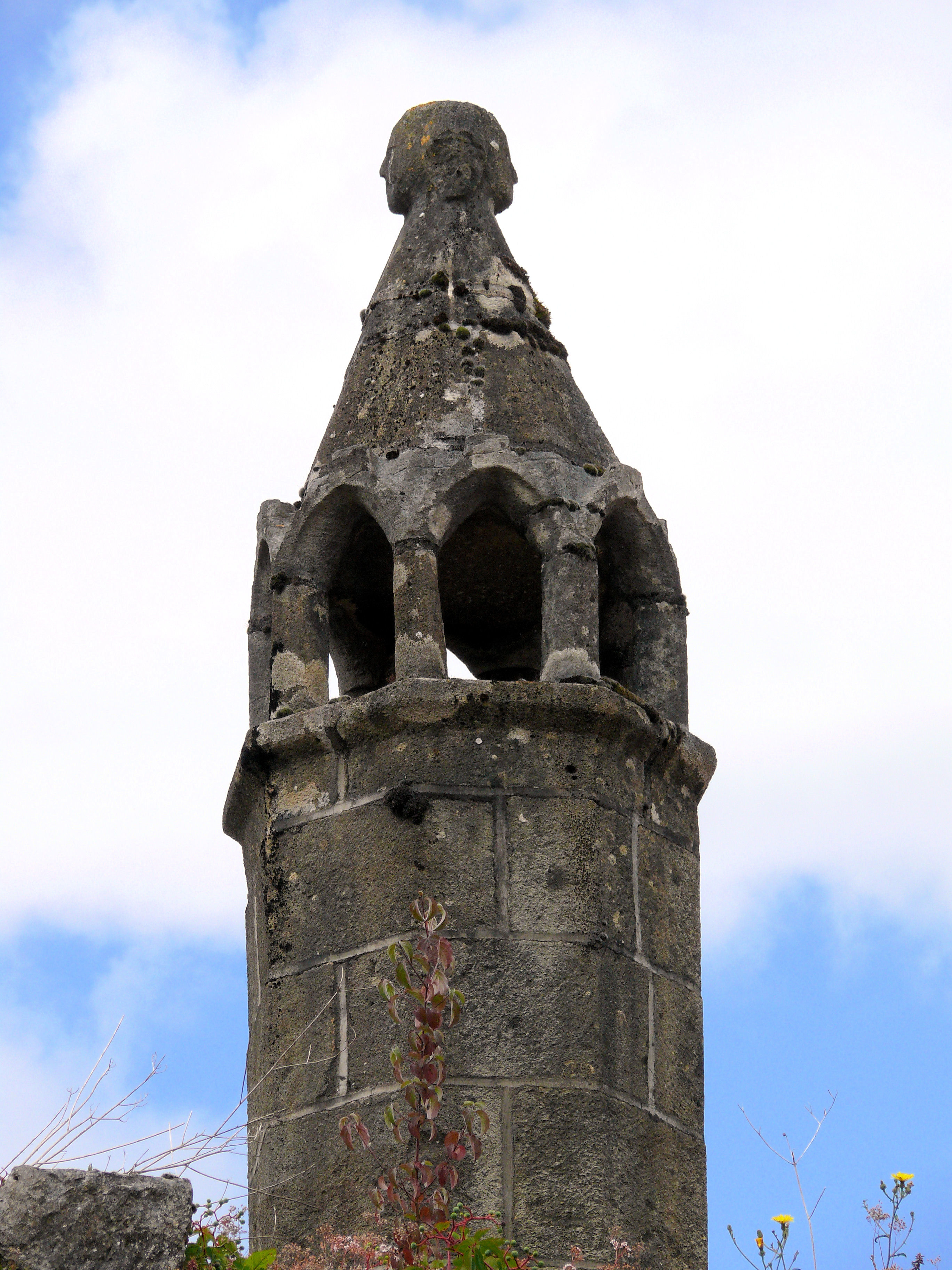
Souche et mitre d'une cheminée, Maison Cavaillé, XIVe siècle, Prayssac, France.
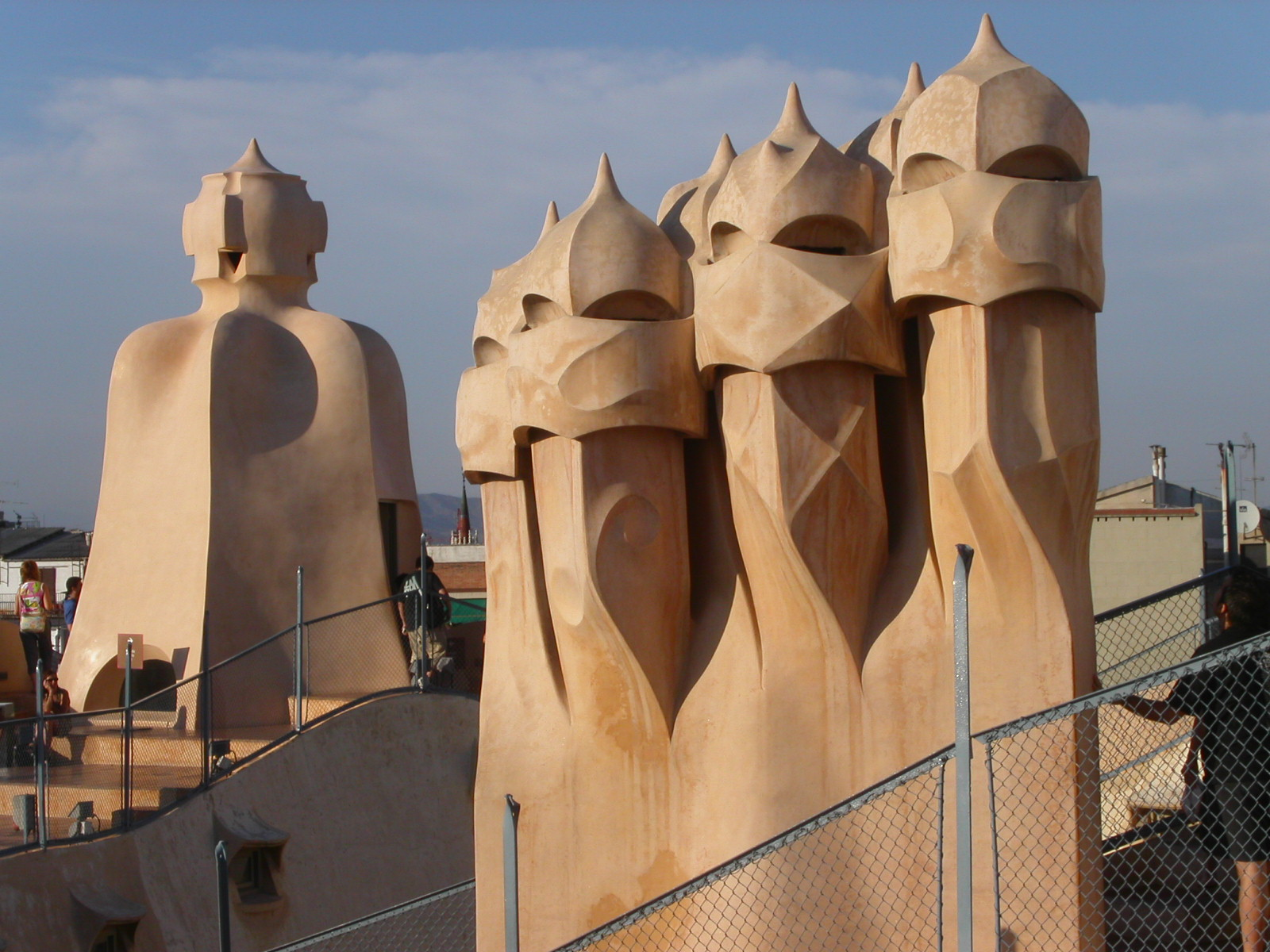
Mitres, Casa Milà, Antoni Gaudí, Barcelone, 1910.
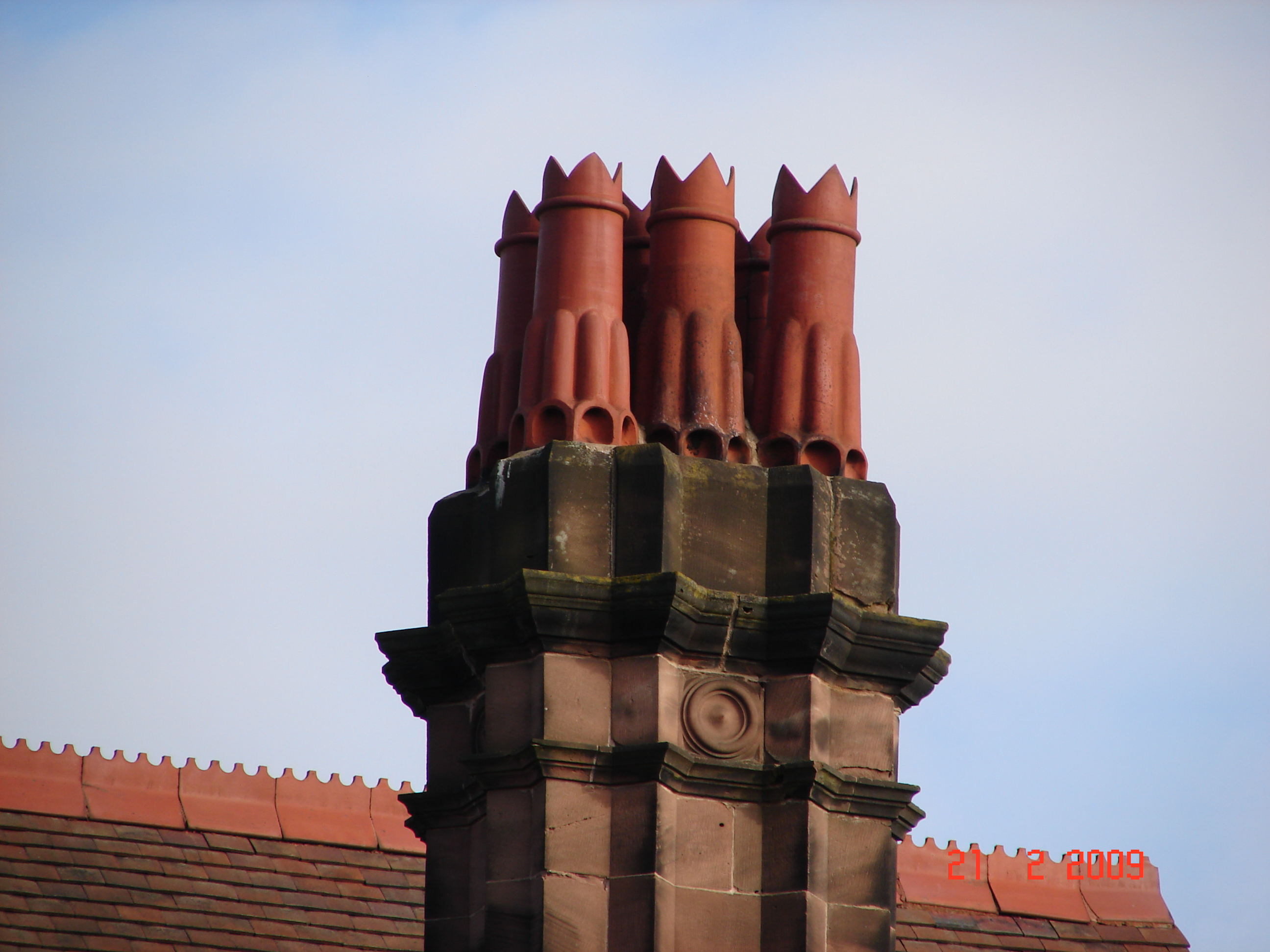
En céramique, Chester, Angleterre.
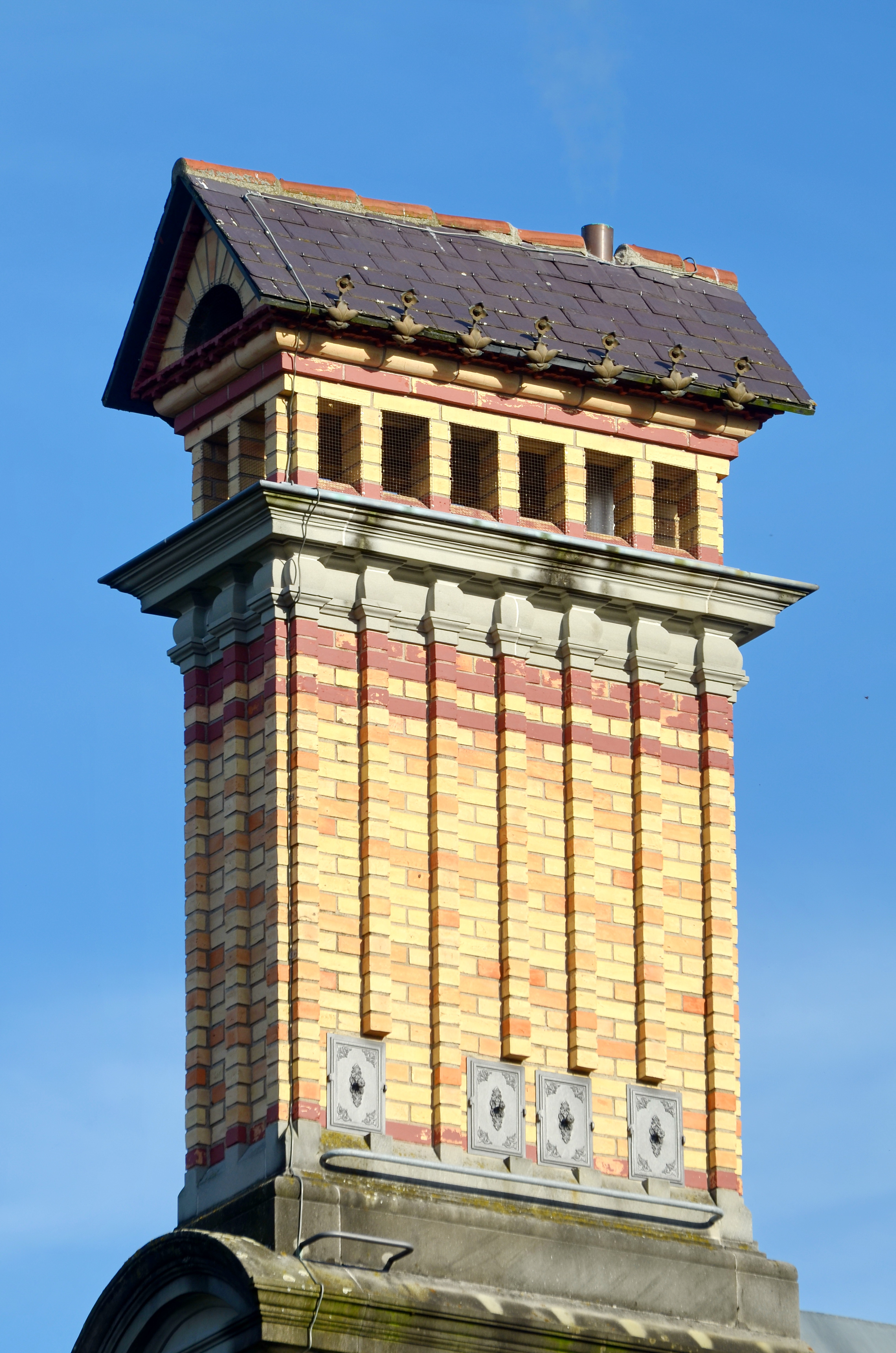
Mitre, Villa Egli, Zurich, Suisse

Fin XVIIIe siècle, en termes de maçonnerie, une mitre est une espèce de coffre en terre cuite ou en plâtre, évasé par le bas, qu'on place à l'extrémité supérieure des tuyaux de cheminée pour diminuer la colonne d'air extérieur; Mitre (Double) - Une seconde mitre posée sur la première, et qui, ordinairement, est faite de deux planches en plâtre placées au travers en forme de chevron brisé.

## Couronnements divers

### Extracteur de fumées
Un extracteur de fumées, éventuellement tournant, permet d'augmenter le tirage d'une cheminée.

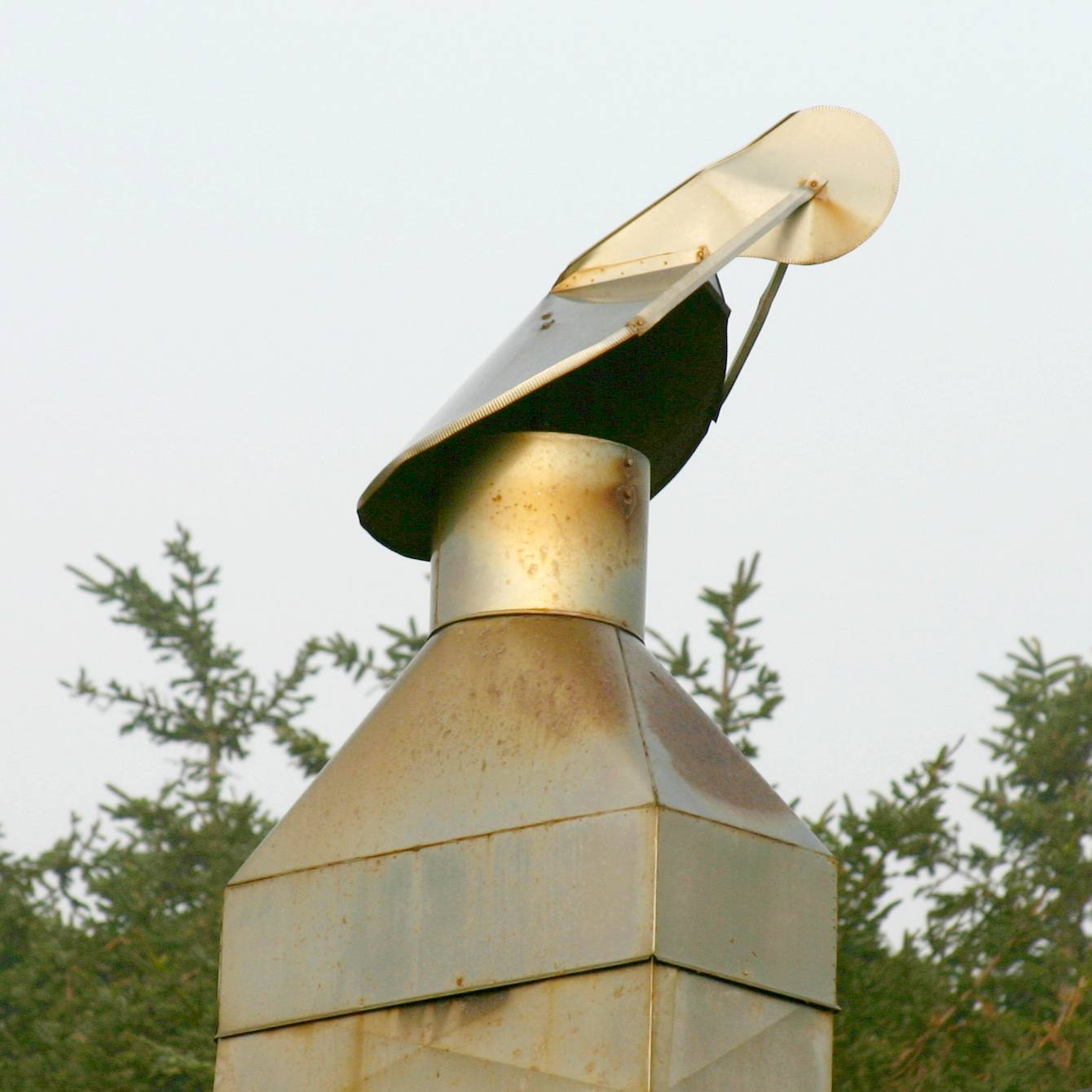
Oregon (États-Unis).
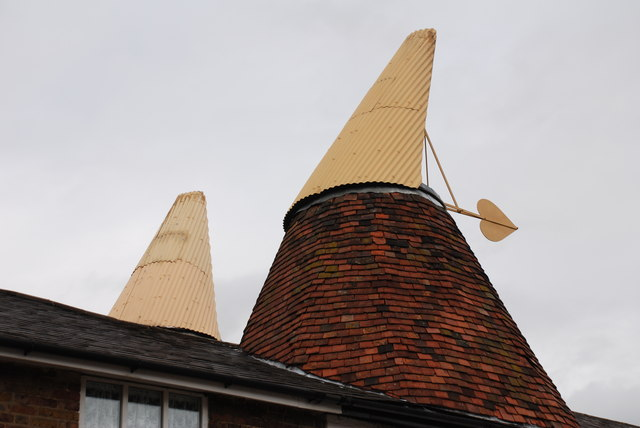
Extracteur de fumées.
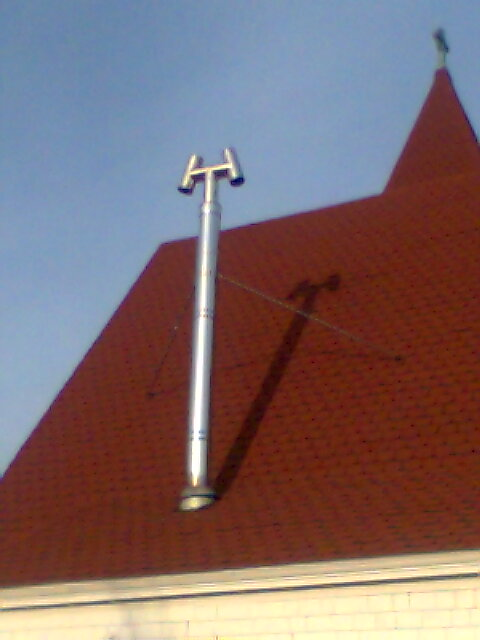
Extracteurs de fumées.
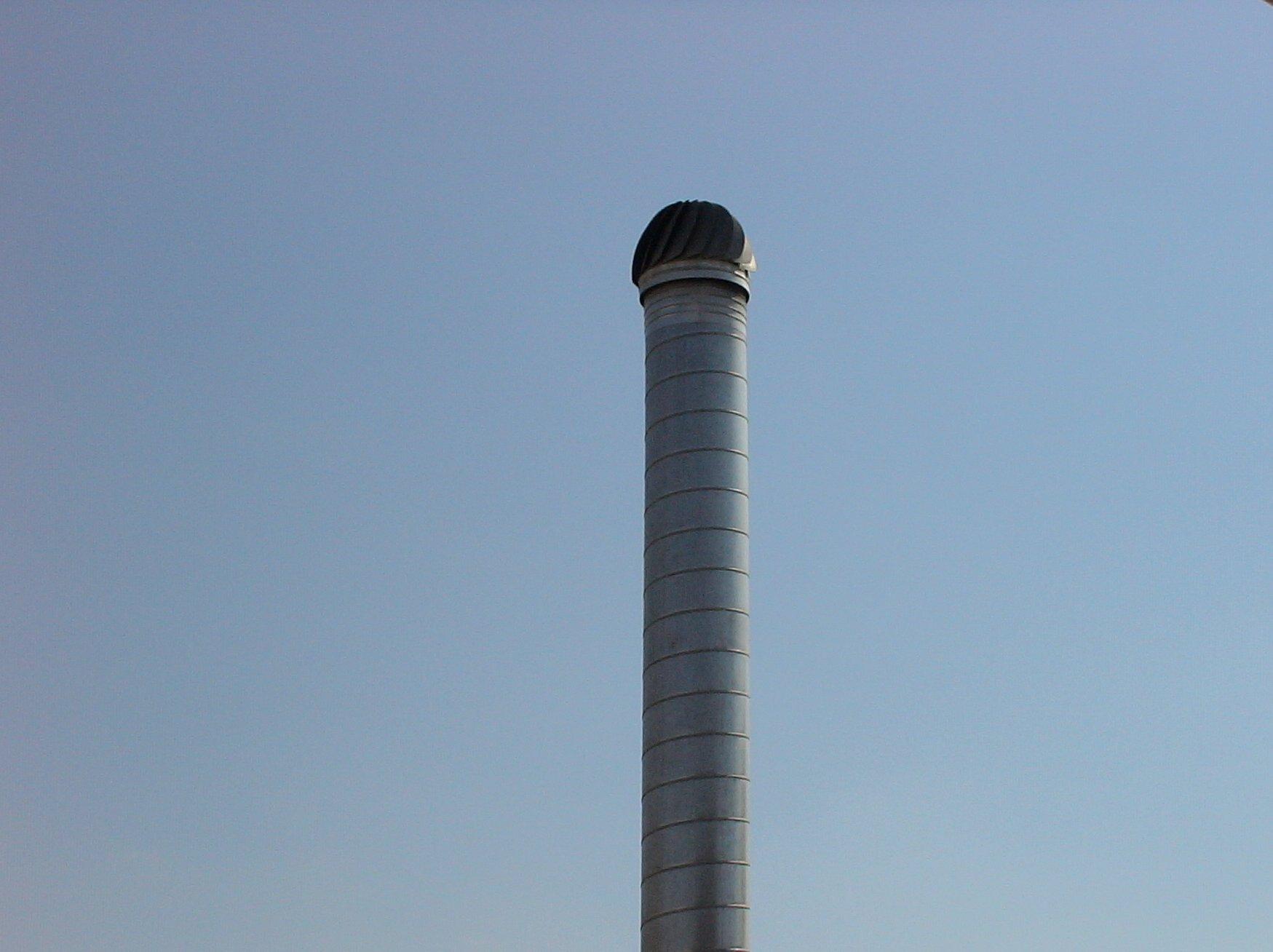
Extracteur de fumées.
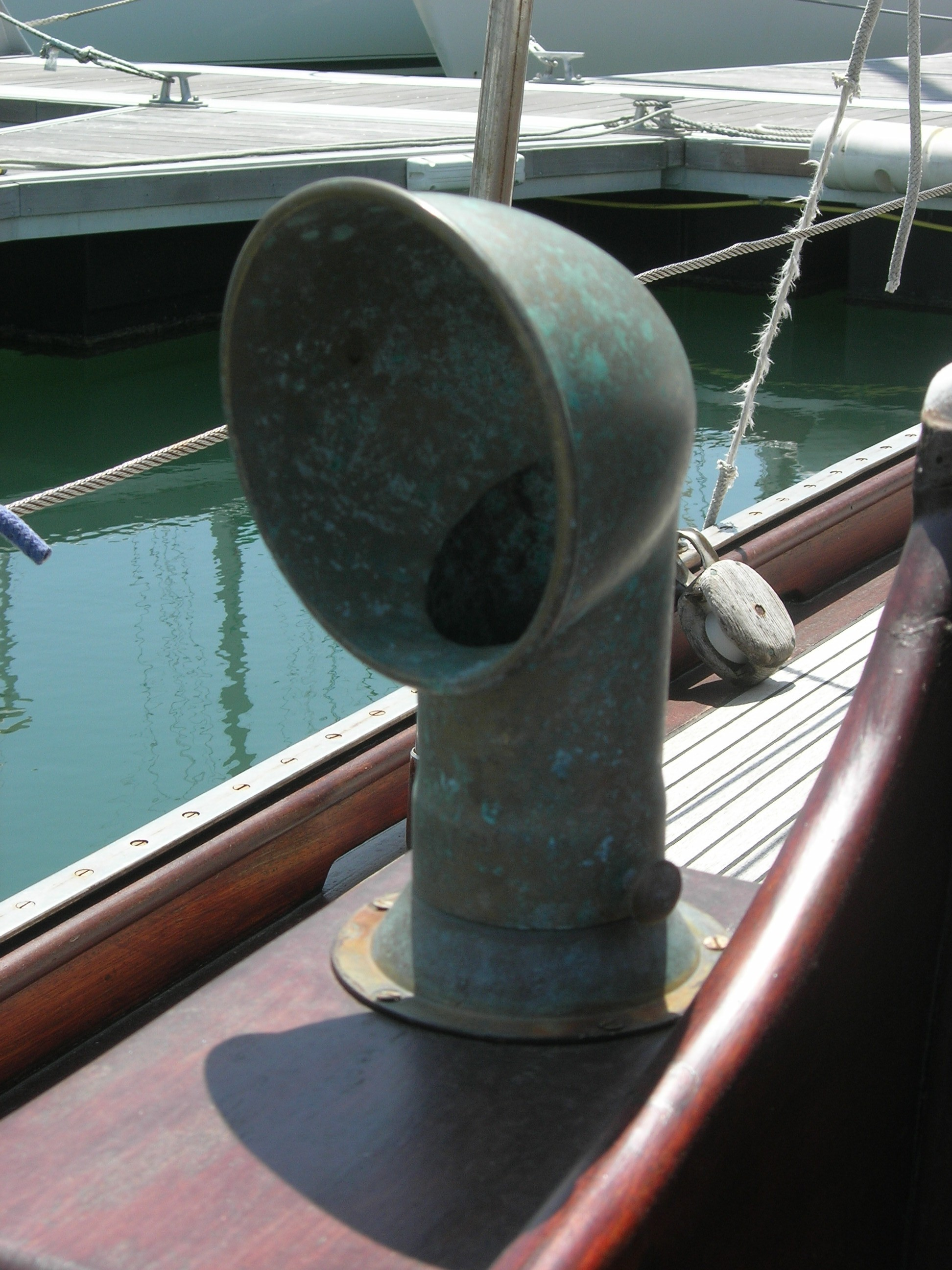
Extracteur de fumées de bateau.

### Extracteur de fumées mécanique

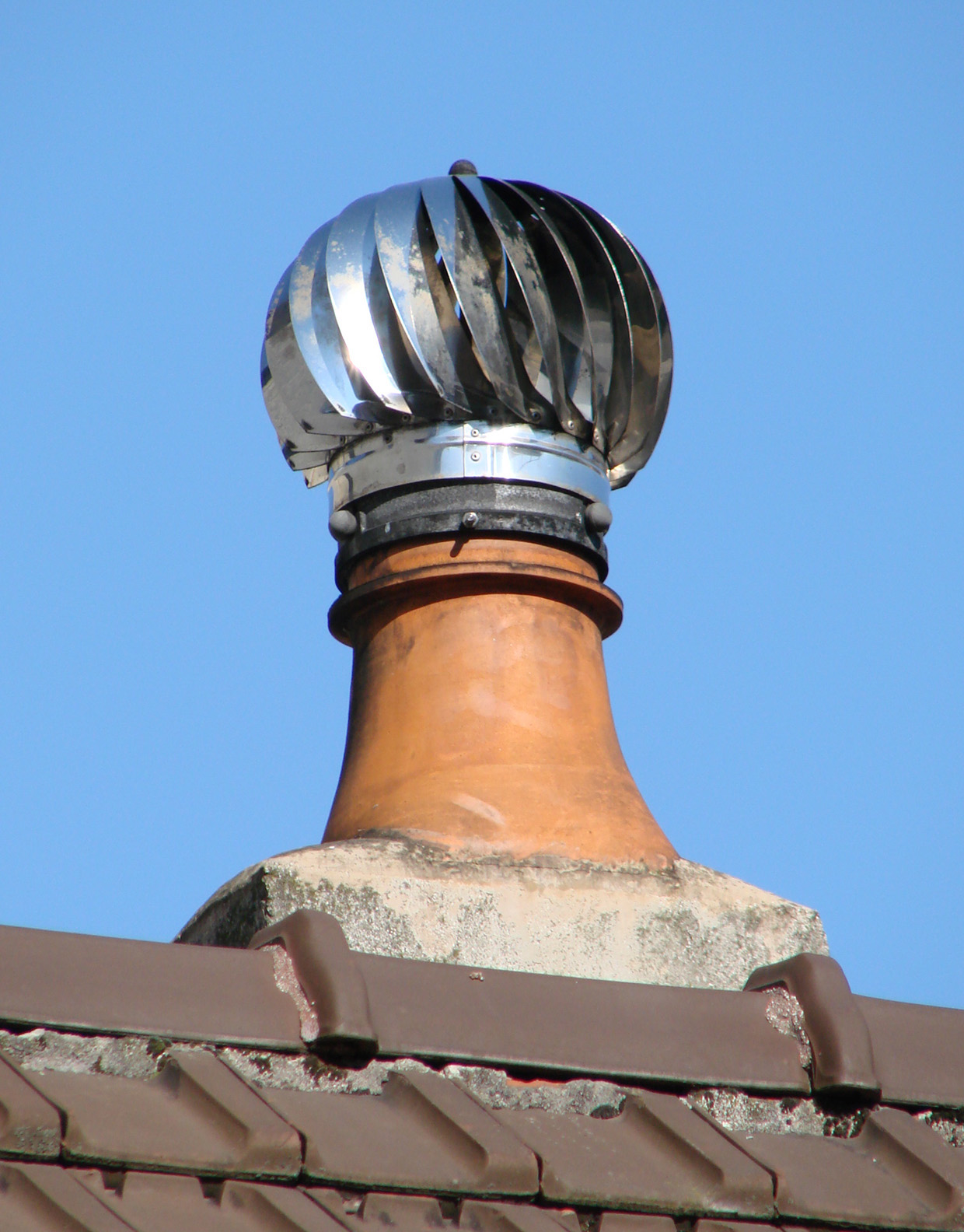
Extracteur mécanique tournant.